# Arachis matiensis
Arachis matiensis là một loài thực vật có hoa trong họ Đậu. Loài này được Krapov. & al. miêu tả khoa học đầu tiên.